# Dar Hammouda Pacha
Dar Hammouda Pacha, anciennement Dar Chahed, est un palais de la médina de Tunis construite par Hammouda Pacha Bey, prince de la dynastie des Mouradites vers 1630. Il est situé dans la prestigieuse rue Sidi Ben Arous, près du centre du pouvoir politique. Il est l'un des plus anciens et plus grands palais de la médina dont l'architecture centrale n'a pas été modifiée.
Ce palais est le lieu de résidence, dans la médina, du prince Hammouda Pacha Bey et de sa première épouse, la célèbre princesse Aziza Othmana avant qu'il ne succède à son père en 1631 et qu'il ne s'installe au Dar El Bey. Peu avant sa mort, Hammouda Pacha destine le Dar El Bey, appelé à l'époque Dar El Kbira, à son ainé et successeur Mourad II Bey, tandis que son second fils, Mohamed El Hafsi, qui hérite du titre de pacha, résidera au palais Hammouda Pacha, dit Dar El Sghira. Ces deux palais constituent les seules résidences princières à l'intérieur de la médina.

Le chevalier Laurent d'Arvieux, qui visite le palais vers 1670, en fait une description assez détaillée : 
« La maison de Mehmed Bey son frère est dans la même rue, presque vis-à-vis de celle de Murad. Elle est d'une disposition assez particulière : le quartier des femmes est, à ce qu'on m'a dit, entièrement dans le goût du pays, celui du maître est à l'italienne, il y a des cours fort ornées, des salles, des salons, des antichambres, des chambres, des cabinets, des garde-robes, des galeries, des jardins à fleurs et toutes les commodités que l'on peut souhaiter dans la maison d'un grand seigneur. »
Le Dar Hammouda Pacha reste longtemps un bien de la couronne (melk el beylik) mouradite puis husseinite. Il fait face au palais du dey de Tunis, le Dribat Daoulatli, où siège le gouverneur de Tunis. De par sa proximité immédiate avec les centres du pouvoir beylical (Dar El Bey, Dribat Daoulatli, kasbah de Tunis, etc.), il fait fonction d'annexe du Dar El Bey et de lieu de résidence de la famille husseinite.

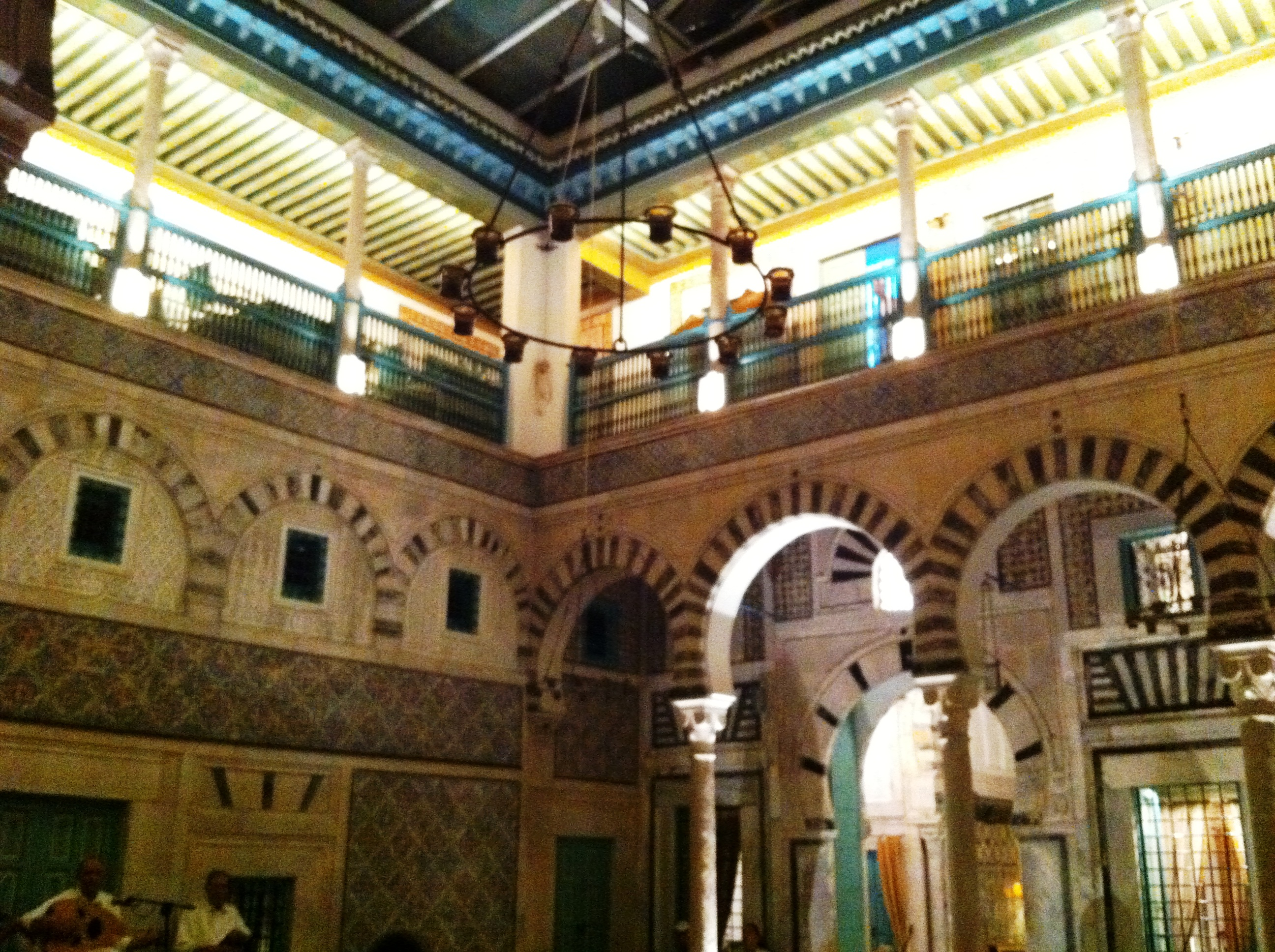
Vue nocturne du patio et de la galerie supérieure de la partie centrale du palais

Vers 1864, après la révolte de la mejba, la demeure est offerte par le bey régnant, Sadok, au kahia Salah Ben Mohamed, un chef tribal devenu capitaine de la gendarmerie montée (bach hamba) et lieutenant-gouverneur du Kef pour ses bons et loyaux services durant la guerre civile. Ce dernier transforme la maison en propriété habous au profit de ses héritiers. À l'occasion de son mariage en 1872, Hammouda Chahed, riche notable de la capitale et l'un des chefs de la corporation des chaouachis, première industrie manufacturière du pays, acquiert le palais par une procédure juridique qui permet au bien de rester en habous.
En 1957, la dissolution des habous permet aux héritiers Chahed d'annuler le statut habous du palais. En 1995, la Société de développement touristique de la médina, filiale du groupe Poulina, le rachète et investit d'importantes sommes pour le transformer en restaurant et café, du nom du premier constructeur, Hammouda Pacha, et pour en faire ressortir la valeur touristique, même si cela se fait aux dépens de l'authenticité architecturale du lieu.